# Jyn Erso
Jyn Erso è un personaggio immaginario dell'universo fantascientifico di Guerre stellari, protagonista del film spin-off Rogue One: A Star Wars Story.

## Sviluppo

### Ideazione
Il direttore creativo della Industrial Light & Magic John Knoll, autore del soggetto di Rogue One, ideò la storia del film mentre lavorava come supervisore degli effetti visivi di Star Wars: Episodio III - La vendetta dei Sith nel 2005. Avendo sentito parlare dello sviluppo di una serie televisiva ambientata nell'universo della saga di Star Wars, Knoll ideò la storia prendendo ispirazione dai titoli iniziali dell'originale Guerre stellari (1977). Knoll concepì Jyn come una protagonista femminile che potesse essere un modello per le sue figlie.

### Casting
Nel gennaio 2015 The Hollywood Reporter riportò che diverse attrici, tra cui Tatiana Maslany, Rooney Mara e Felicity Jones, avevano effettuato un provino per il ruolo di Jyn Erso. Nel marzo 2015 Jones venne annunciata ufficialmente come interprete del personaggio.

## Descrizione
Jyn è la figlia di Galen Erso, uno scienziato costretto a collaborare con l'Impero Galattico per costruire la Morte Nera. Quando Galen viene catturato, Jyn fugge e viene cresciuta dall'estremista ribelle Saw Gerrera. La produttrice di Rogue One Allison Shearmur ha descritto il personaggio di Jyn Erso come:
La stessa Jones ha affermato di essersi ispirata al personaggio di Ripley nella sua interpretazione. Sul Daily Telegraph, Jyn è stata descritta come un'"eroina briccona, nello stile di Ian Solo", mentre Todd McCarthy di The Hollywood Reporter descrive il personaggio come "una guerriera spinta dal destino ad affrontare la più grande potenza della galassia".

## Apparizioni

### Catalyst
Jyn è introdotta come una bambina nel romanzo Catalyst: A Rogue One Novel di James Luceno, pubblicato nel novembre 2016. Nel romanzo Orson Krennic, tenente comandante nell'esercito della Repubblica, salva il suo vecchio amico Galen Erso e la sua famiglia durante il colpo di stato e lo recluta nello sviluppo a scopo filantropico di una nuova tecnologia basata sui cristalli kyber. Le ricerche portate avanti da Erso sono segretamente utilizzate per la costruzione di un'arma estremamente potente, la Morte Nera, di cui vuole dotarsi l'Imperatore Palpatine. Galen e sua moglie Lyra iniziano a sospettare delle vere intenzioni di Krennic e decidono di fuggire, portando Jyn con loro.

### Star Wars: Forces of Destiny
Nella serie Forces of Destiny   ambientata parecchi anni prima di Rogue One, Jyn aiuterà una bambina povera contro gli imperiali che gli vogliono ritirare il suo animaletto per diviolazione. Jyn, in entrambi i casi, si occuperà con gli imperiali e restituirà l'animaletto alla bambina. Qualche tempo dopo invece troverà la trasmissione sui piani dell'impero, e verrà inseguita dagli stormtroopers. Jyn però riesce a seminarli, e verrà aiutata da Sabine Wren, il quale gli restituirà la trasmissione e se ne va per la sua strada.

### Rogue One: A Star Wars Story
Galen Erso, catturato da Krennic, è obbligato a tornare al servizio dell'Impero contro la sua volontà; sua moglie Lyra viene uccisa, tuttavia la piccola Jyn riesce a fuggire. Quindici anni dopo, Jyn, sotto custodia per diversi crimini, viene liberata dall'Alleanza Ribelle, che intende usarla per contattare l'estremista ribelle Saw Gerrera, che accudì Jyn dopo la cattura del padre. Gerrera infatti ha in custodia un pilota imperiale in possesso di preziose informazioni su una nuova arma sviluppata dall'Impero. Insieme a Cassian Andor, agente dei servizi di sicurezza dei ribelli posto al comando della missione, e K-2SO, un droide imperiale riprogrammato, Jyn raggiunge il pianeta Jedha e si incontra con Gerrera, che le mostra un messaggio olografico del padre. Galen spiega di aver segretamente sabotato la nuova superarma imperiale, la Morte Nera, inserendo una falla che se colpita causerebbe la distruzione dell'arma. Jyn e i suoi compagni, aiutati dal pilota imperiale Bodhi Rook e da Chirrut Îmwe e Baze Malbus, due guerrieri di Jedha, rintracciano Galen su Eadu; Jyn riesce a ricongiungersi brevemente con suo padre prima che quest'ultimo resti ucciso durante un bombardamento ribelle. Jyn propone di rubare i piani di progettazione della Morte Nera dal pianeta Scarif per individuare la falla inserita da Galen, ma il consiglio dell'Alleanza Ribelle non accetta la proposta. Tuttavia Cassian recluta un gruppo di ribelli disposti ad aiutare Jyn e insieme partono per Scarif. Jyn e Cassian riescono a rubare i piani e a trasmetterli all'Alleanza Ribelle, ma rimangono uccisi quando la Morte Nera attacca il pianeta.

### Altre opere e merchandising
Jyn appare nella trasposizione letteraria di Rogue One scritta da Alexander Freed.
È inoltre un personaggio giocante nel videogioco Star Wars: Battlefront, introdotto con l'estensione Rogue One: Scarif del 2016.

## Accoglienza
Chris Barsanti di PopMatters osserva che «il retroscena di Jyn aiuta anche a rispondere ad una domanda che ha afflitto i fan [di Guerre stellari] sin dal 1977: perché l'Impero spende tanto tempo e risorse nel costruire una stazione spaziale delle dimensioni di una luna solo per lasciare una falla piuttosto eclatante e facilmente sfruttata?»
A. O. Scott ha scritto sul New York Times che in Rogue One «le inclinazioni idealistiche di Jyn, alla maniera dei Jedi, sono dapprima controllate da un accenno di cinismo alla maniera di Bogart. Lei è sospettosa dei ribelli e sprezzante nei confronti dell'Impero e prova sentimenti complicati verso Saw Gerrera». Peter Travers su Rolling Stone ha definito Jyn «una ribelle nata», mentre Richard Brody del New Yorker ha notato che «sebbene Jyn non abbia mai mostrato alcuno spirito di rivolta», l'incontro con Gerrera e i ribelli risulta in una «sua transizione da un superstite apolitico a un ribelle attivo», esprimendo altresì un'opinione molto negativa anche sulla riuscita del film stesso. Anche Vanity Fair ha sottolineato come, nel delineare il retroscena di Jyn, il film abbia giocato «con la più grande risorsa naturale del franchise di Guerre stellari: i problemi col padre». Graeme McMillan su The Hollywood Reporter ha criticato la passività del personaggio, mentre David Ehrlich su IndieWire l'ha trovata quasi indistinguibile da Rey (interpretata da Daisy Ridley) in Star Wars - Il risveglio della Forza.
Felicity Jones è stata dai più lodata per la sua interpretazione del personaggio di Jyn Erso. A.O. Scott del New York Times e Peter Bradshaw sul Guardian hanno entrambi sottolineato come Felicity Jones ben si collochi nella tradizione delle eroine di Guerre stellari. Peter Travers su Rolling Stone ha definito «formidabile» la sua interpretazione, mentre Justin Chang del Los Angeles Times ha apprezzato la «ferocia empatica» che Jones ha mostrato nel ruolo. Anche Ann Hornaday sul The Washington Post l'ha trovata un'«eroina convincente», sebbene monotonicamente seria nei confronti di sé stessa.